# باول في. نولان
باول في. نولان هو سياسي أمريكي، ولد في 5 نوفمبر 1923 في بلادينبورو في الولايات المتحدة، وتوفي في 25 يونيو 2009 في سيجنال ماونتن في الولايات المتحدة. انتخب عضو مجلس نواب تينيسي ‏.